# New York City Marathon 1983
De New York City Marathon 1983 werd gelopen op zondag 23 oktober 1983. Het was de veertiende editie van deze marathon.
De Nieuw-Zeelander Rod Dixon kwam bij de mannen als eerste over de finish in 2:08.59. De Noorse Grete Waitz zegevierde voor de vijfde maal in zes jaar tijd bij de vrouwen in 2:27.00.
In totaal finishten 14.546 marathonlopers de wedstrijd, waarvan 12.341 mannen en 2205 vrouwen.

## Uitslagen

### Mannen
| rang   | naam                 | land | tijd    |
| ------ | -------------------- | ---- | ------- |
| Goud   | Rod Dixon            | NZL  | 2:08.59 |
| Zilver | Geoffrey Smith       | ENG  | 2:09.08 |
| Brons  | Ron Tabb             | USA  | 2:10.46 |
| 4      | John Tuttle          | USA  | 2:10.51 |
| 5      | John Graham          | SCO  | 2:10.57 |
| 6      | Gidamis Shahanga     | TAN  | 2:11.05 |
| 7      | Rudy Chapa           | USA  | 2:11.13 |
| 8      | Domingo Tibaduiza    | COL  | 2:11.21 |
| 9      | Derek Froude         | NZL  | 2:11.25 |
| 10     | Jukka Toivola        | FIN  | 2:11.35 |
| 11     | David Gordon         | USA  | 2:11.41 |
| 12     | Pat Petersen         | USA  | 2:12.06 |
| 13     | Kirk Pfeffer         | USA  | 2:12.20 |
| 14     | Kevin Ryan           | NZL  | 2:12.53 |
| 15     | Santiago de la Parte | ESP  | 2:12.54 |
| 16     | David Brian Long     | ENG  | 2:12.57 |
| 17     | Oyvind Dahl          | NOR  | 2:13.20 |
| 18     | Tony Sandoval        | USA  | 2:13.21 |
| 19     | Don Norman           | USA  | 2:13.34 |
| 20     | Douglas Avrit        | USA  | 2:13.57 |
| 21     | Dean Matthews        | USA  | 2:14.17 |
| 22     | Alex Kasich          | USA  | 2:14.22 |
| 23     | Terence Colton       | ENG  | 2:14.39 |
| 24     | Sal Vega             | USA  | 2:14.48 |
| 25     | Ricardo Ortega       | ESP  | 2:15.04 |

### Vrouwen
| rang   | naam                  | land | tijd    |
| ------ | --------------------- | ---- | ------- |
| Goud   | Grete Waitz           | NOR  | 2:27.00 |
| Zilver | Laura Fogli           | ITA  | 2:31.49 |
| Brons  | Priscilla Welch       | ENG  | 2:32.31 |
| 4      | Alba Milana           | ITA  | 2:34.57 |
| 5      | Nancy Ditz            | USA  | 2:35.31 |
| 6      | Christa Vahlensieck   | GER  | 2:35.59 |
| 7      | Veronique Marot       | ENG  | 2:36.24 |
| 8      | Paola Moro            | ITA  | 2:37.46 |
| 9      | Isabelle Carmichael   | USA  | 2:38.15 |
| 10     | Ann Peisch            | USA  | 2:38.19 |
| 11     | Maria Trujillo        | MEX  | 2:38.32 |
| 12     | Julie Shea            | USA  | 2:39.02 |
| 13     | Carol Gould           | ENG  | 2:40.34 |
| 14     | Sarah Rowell          | ENG  | 2:40.52 |
| 15     | Gillian Horovitz      | ENG  | 2:41.23 |
| 16     | Heidi Jacobsen        | NOR  | 2:41.25 |
| 17     | Maria Luisa Ronquillo | MEX  | 2:41.29 |
| 18     | Renata Walendziak     | POL  | 2:41.34 |
| 19     | Birgit Lennartz       | GER  | 2:41.42 |
| 20     | Jacqueline Hulbert    | WAL  | 2:41.51 |
| 21     | Kare Holm             | USA  | 2:42.33 |
| 22     | Inez Mclean           | SCO  | 2:42.42 |
| 23     | Lone Dybdal           | DEN  | 2:42.45 |
| 24     | Julie Barleycorn      | ENG  | 2:42.57 |
| 25     | Marilyn Hulak         | USA  | 2:43.28 |

1970 ·
1971 ·
1972 ·
1973 ·
1974 ·
1975 ·
1976 ·
1977 ·
1978 ·
1979 ·
1980 ·
1981 ·
1982 ·
1983 ·
1984 ·
1985 ·
1986 ·
1987 ·
1988 ·
1989 ·
1990 ·
1991 ·
1992 ·
1993 ·
1994 ·
1995 ·
1996 ·
1997 ·
1998 ·
1999 ·
2000 ·
2001 ·
2002 ·
2003 ·
2004 ·
2005 ·
2006 ·
2007 ·
2008 ·
2009 ·
2010 ·
2011 ·
2012 · 
2013 ·
2014 ·
2015 ·
2016 ·
2017 ·
2018 ·
2019 ·
2020 · 
2021 ·
2022 ·
2023 ·
2024